# Force de défense du peuple ougandais
L'armée ougandaise (officiellement la Force de défense du peuple ougandais) est l'armée nationale de l'Ouganda. Elle est forte de 45 000 hommes. L'actuel ministre de la Défense est Vincent Ssempijja (en) depuis 2021.

## Budget

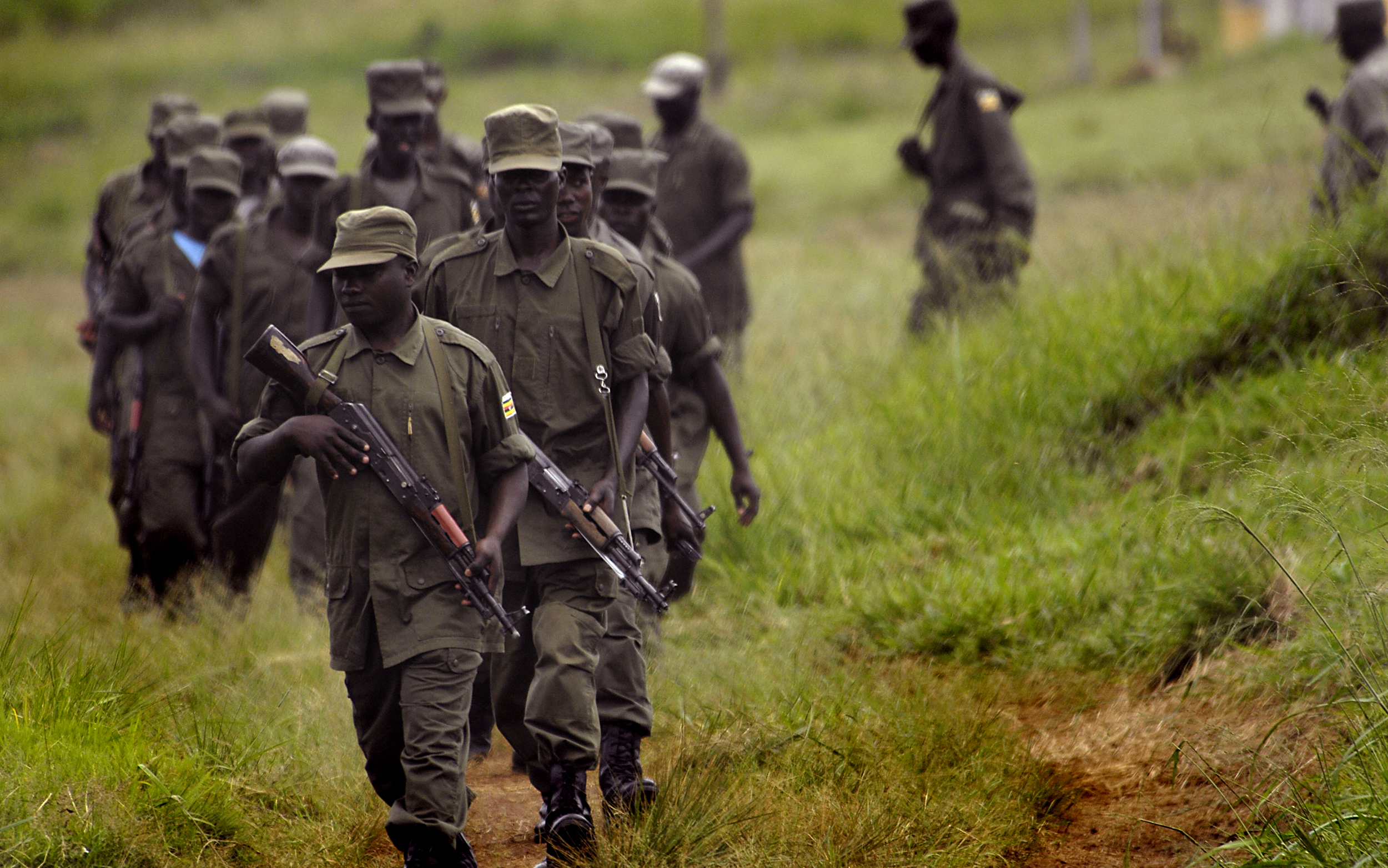
Soldats ougandais

Son budget est de 95 millions de dollars en 1999.[réf. nécessaire]

## Équipement et armement

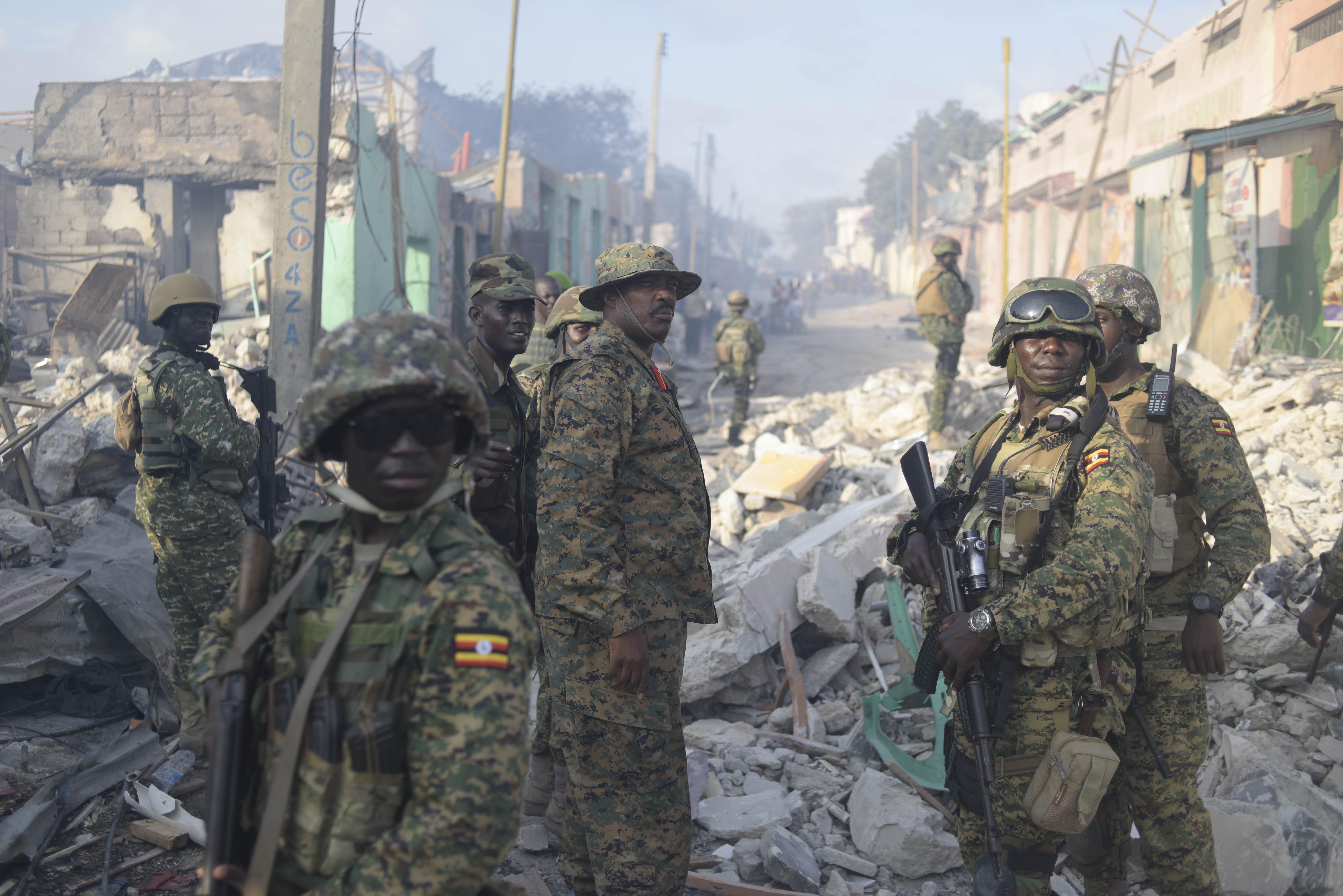
Des soldats ougandais de l'AMISOM, arrivés sur les lieux de l'attentats de Mogadiscio du 14 octobre 2017.

L'infanterie est équipée de : AK-47, Fusil Type 56, Skorpion VZ61, Uzi, HK G3, FN MAG, HK 21 et de RPD. L'armée de terre comprend également 50 chars soviétiques T-72, 20 T-55, 20 PT-76 et 19 BMP-2 et de 31 chars blindés russes T-90S.

### Aviation
La Uganda People's Defence Air Force (UPDAF), est, au début des années 2010, bien que d'un format réduit, l'une des forces aériennes les mieux équipées d'Afrique subsaharienne, sous le commandement du lieutenant-général Owesigire[Quand ?]. Elle dispose de deux bases aériennes, une sur l'aéroport international d'Entebbe et une sur l'aéroport de Nakasongola.
La composition de son parc aérien début 2012 est la suivante mais le dimanche 12 août 2012, 3 trois hélicoptères d'attaque Mi-24 en route vers la Somalie se sont écrasés dans la région du mont Kenya:

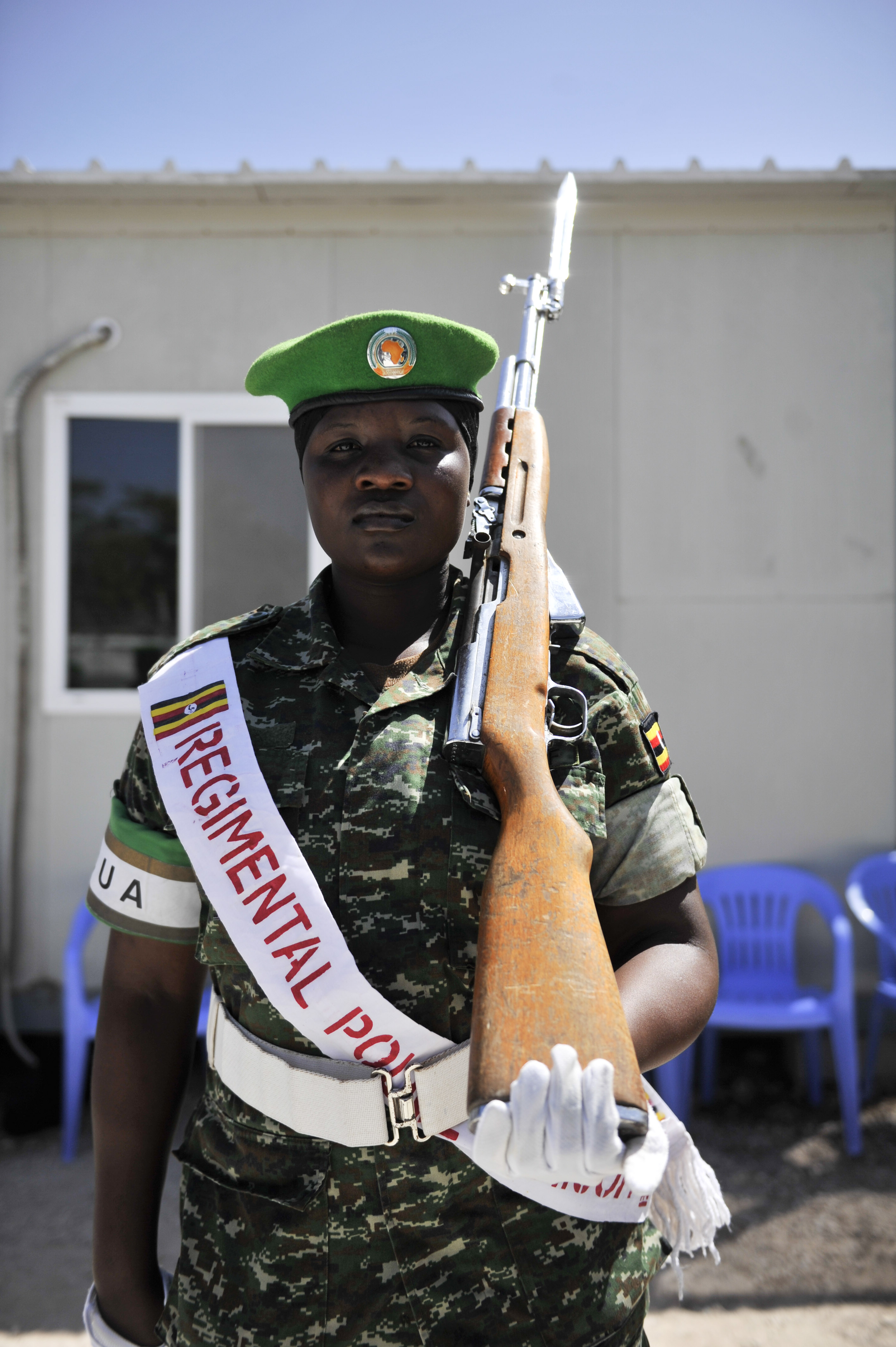

| Unité                        | Type                                     | Nombre                                 |
| ---------------------------- | ---------------------------------------- | -------------------------------------- |
| Fighter Squadron             | MiG-21bis MiG-21UM Su-30MK2              | 5 1 8 (livraison en cours depuis 2011) |
| Puma Squadron                | L-39ZO AS-202 Bravo (en) Tecnam P92 (en) | 6 1 nc                                 |
| Attack Squadron              | Mil Mi-24                                | 7 ou 8                                 |
| Helicopter Squadron          | Mil Mi-17MTV-5 MiL Mi-172                | 12 ou 14 1                             |
| Helicopter Squadron Bell     | Bell 206                                 | 4                                      |
| Government Flight            | Gulfstream IV-SP                         | 1                                      |
| Uganda Air Cargo Corporation | Lockheed L-100 Harbin Y-12A              | 1 2                                    |

### Marine
Elle dispose par ailleurs d'une composante de marine fluviale, constituée de 400 hommes et de 8 patrouilleurs fluviaux de moins de 100 tonnes. Ceux-ci patrouillent notamment le Nil et le lac Victoria.